# Амур (спецподразделение)
Отдел специального назначения «Амур» (до 1998 года отряд специального назначения «Амур») — спецподразделение Управления Федеральной службы исполнения наказаний России по Хабаровскому краю.

## История
Отряд был образован 31 января 1991 года в соответствии с приказом УВД исполкома Хабаровского краевого Совета народных депутатов № 54: при создании отряда были учтены наработки советской милиции и внутренних войск, а также знания и опыт иностранных спецподразделений. Образование отряда было связано с ростом преступности (в том числе в местах лишения свободы), начиная от массовых беспорядков и заканчивая захватом заложников. В целях совершенствования служебно-боевой деятельности отряд был в дальнейшем преобразован в отдел специального назначения.
Отряд участвовал в командировках на Северный Кавказ и в серии операций по борьбе против организованной преступности в Хабаровском крае. Из всех командировок бойцы отряда «Амур» возвращались без потерь и без ранений. Также бойцы принимают участие в регулярно проходящих учениях и даже показательных выступлениях в рамках праздников.
5 сентября 2021 года отдел специального назначения «Амур» участвовал в подавлении беспорядков, вспыхнувших в исправительной колонии ИК-14 в городе Амурск. Было установлено, что между двумя группами заключённых, одна из которых была не согласна с административным распорядком в колонии, вспыхнула драка с применением заточек и ножек от табурета. Жертвами драки стали двое заключённых, ещё четверо пострадали.

## Личный состав и снаряжение
На вооружении отдела специального назначения «Амур» состоят такие образцы стрелкового оружия, как снайперские винтовки СВД и ВСК, гранатомёты типа РПГ-7 и 6Г30 (револьверного типа), пистолеты и автоматы разных моделей, бесшумное и газовое оружие, а также БТР.
Бойцы ОСН «Амур» были отмечены рядом наград:
- один человек — орден Мужества
- 3 человека — медаль ордена «За заслуги перед Отечеством» II степени
- 12 человек — медаль «За отвагу»
- 11 человек — медаль Жукова
- 9 человек — медаль Суворова